# 토레 스파카타역
토레 스파카타(이탈리아어: Torre Spaccata) 역은 로마 지하철 C선의 역이다. 카실리나 로, 토레스파카타 로, 토르트레테스테 로의 교차로에 위치해 있으며 토레스파카타, 알레산드리노, 토르트레테스테 지역의 유동인구를 맡고 있다.

## 역사
2007년부터 로마-판타노 선의 종점 구간을 로마 지하철 C선으로 편입시키기 위한 전환 공사를 위해 폐쇄되었다. 이후 2014년 11월 9일에 개업하였다. 본래 이 역에 주차장 조성 계획도 있었으나 취소된 것으로 알려졌다.

## 역 시설
이 역에는 다음과 같은 시설이 있다.
- 매표기
- 화장실

## 환승
- 버스 정류장 (ATAC 운영 노선)